# Penitenciária Federal de Alcatraz
A Penitenciária Federal de Alcatraz ou Penitenciária dos Estados Unidos, Ilha de Alcatraz, apelidada de A Rocha, foi uma prisão de segurança máxima localizada na Ilha de Alcatraz no meio da Baía de São Francisco, aproximadamente dois quilômetros da costa da cidade de São Francisco, Califórnia, Estados Unidos. Ela foi inaugurada em 11 de agosto de 1934 e permaneceu em operação até ser fechada em 21 de março de 1963. Atualmente, a prisão é um museu público administrado pelo Serviço Nacional de Parques e uma das principais atrações turísticas da cidade.
Alcatraz foi projetada para deter prisioneiros que causavam problemas contínuos em outras prisões federais. Ela acabou tornando-se uma das penitenciárias mais notórias do mundo no decorrer dos anos, tendo abrigado ao todo 1576 prisioneiros, incluindo criminosos norte-americanos famosos como Al Capone, Robert Franklin Stroud, Bumpy Johnson e James J. Bulger. Além dos prisioneiros, a prisão também servia de casa para a equipe do Escritório de Prisões Federais e suas famílias. Um total de 36 detentos realizaram catorze tentativas de fuga durante as quase três décadas de operação de Alcatraz, a mais notável das quais foi a violenta "Batalha de Alcatraz" ocorrida em maio de 1946, enquanto possivelmente a única bem sucedida aconteceu em junho de 1962, quando três detentos conseguiram escapar da ilha mas nunca foram encontrados. A penitenciária foi fechada em 1963 devido altos custos de manutenção e péssima reputação.
A prisão em si era formada por uma casa de detenção de três andares e quatro blocos, contendo também o escritório do diretor, sala de visitação, biblioteca e barbearia. As celas mediam 2,7 por 1,5 metros, sendo primitivas e com pouca privacidade; continham uma cama, uma escrivaninha, um lavatório e toalete. Afro-americanos eram segregados do resto dos prisioneiros por abuso racial ser predominante. O bloco D abrigava os piores detentos e cinco celas no final dele eram chamadas de "O Buraco", onde prisioneiros de mau comportamento eram enviados para serem punidos, frequentemente de forma brutal. O salão de refeições e cozinha ficavam em um edifício adjacente à penitenciária principal, local onde tanto os prisioneiros quanto a equipe tinham três refeições diárias. O hospital ficava em cima do salão de refeições.